# آرشاک هاروتیونیان
آرشاک هاروتیونیان (ارمنی: Արշակ Հարությունյան؛  ۵ آوریل ۱۸۶۹ – ۲۷ ژوئیهٔ ۱۹۳۶) یک بازیگر اهل ارمنستان بود . 

## گزیده فیلمشناسی
از فیلم‌ها یا برنامه‌های تلویزیونی که وی در آن نقش داشته‌است می‌توان به گیکور اشاره کرد.